# Casaluce
Casaluce este o comună din provincia Caserta, regiunea Campania, Italia, cu o populație de 9.587 locuitori (1 ianuarie 2023) și o suprafață de 9,56 km².

## Demografie
Casaluce - evoluția demografică

|  | Graficele sunt indisponibile din cauza unor probleme tehnice. Mai multe informații se găsesc la Phabricator și la wiki-ul MediaWiki. |

Date: Recensăminte sau birourile de statistică - grafică realizată de Wikipedia